# Erma (New Jersey)
Erma est une census-designated place située dans le comté de Cape May, dans l’État du New Jersey, aux États-Unis. Lors du recensement de 2020, elle compte 2 031 habitants.